# Der Zusammenbruch

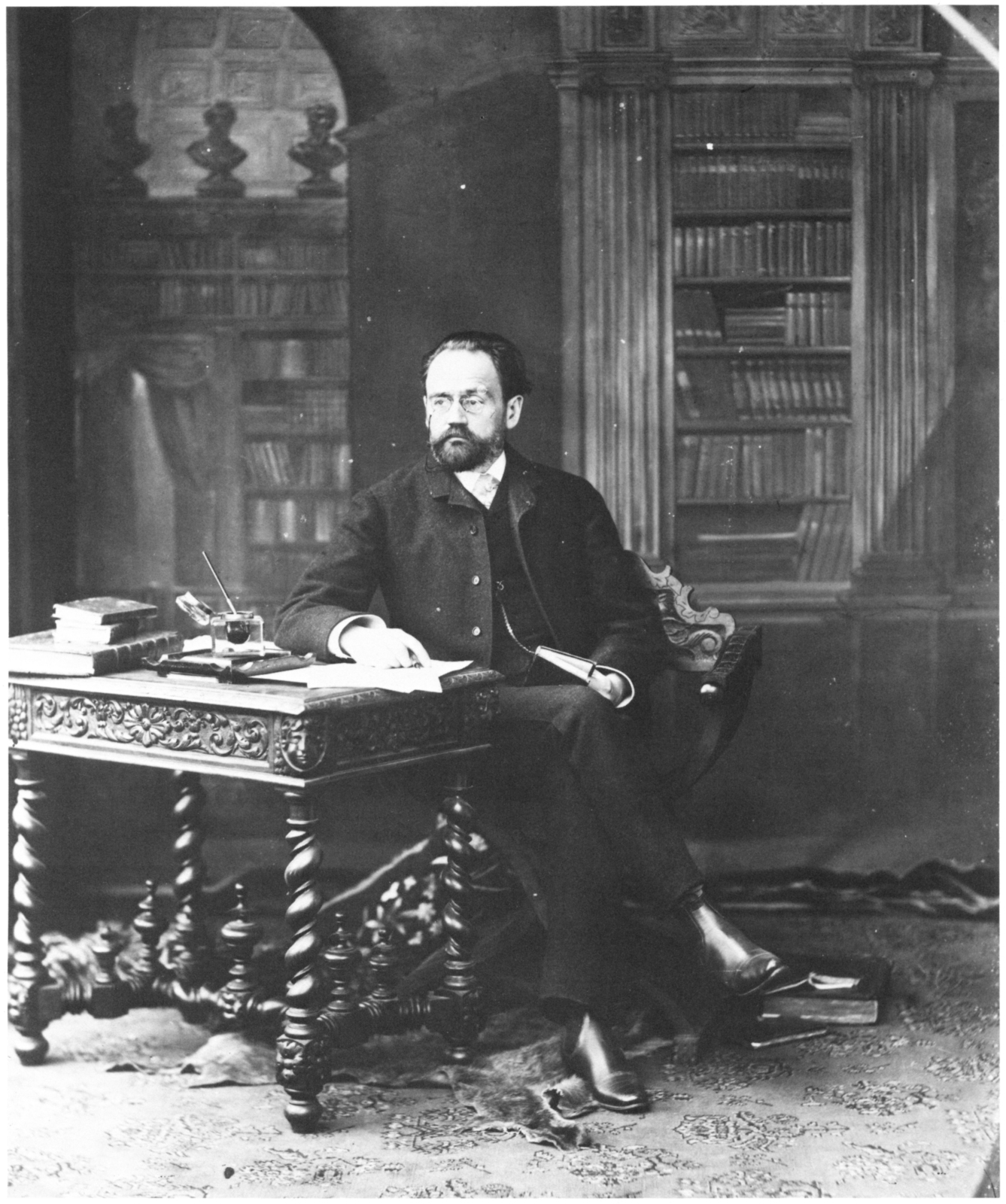
Émile Zola, Autor des Romans Der Zusammenbruch

Der Zusammenbruch (französisch La Débâcle) ist ein Roman des Schriftstellers Émile Zola. Er bildet den 19. Band des Rougon-Macquart-Zyklus. Die Erstausgabe erschien 1892 bei Charpentier. Es handelt sich um den längsten und zu Lebzeiten des Autors meistgelesenen der Rougon-Macquart-Romane. Der Roman beschreibt den politischen und militärischen Zusammenbruch des Zweiten Kaiserreichs, der zugleich ein moralischer ist. Geschildert wird ein Teil des Deutsch-Französischen Krieges. Der erste Teil beschreibt den Rückzug der französischen Armee, der zweite Teil die Schlacht bei Sedan, der dritte Teil den Sturz der Pariser Commune. Zentrale Themen sind die Brutalität des Krieges für Soldaten und Zivilisten, der Verlust von Angehörigen und Freunden sowie Zerstörungen und wirtschaftliche Auswirkungen.
Der Roman trug zur Verbreitung des Wortes Debakel im allgemeinen Sprachgebrauch bei.

## Handlung
Die Handlung beginnt im Sommer 1870, nach der Kriegserklärung Frankreichs an Preußen. Die französischen Soldaten erhoffen einen schnellen Sieg und ziehen ostwärts, um den Rhein zu überschreiten und auf Berlin vorzustoßen. Der dem Leser bereits aus dem Roman Die Erde bekannte ehemalige Bauer und Berufssoldat Jean Macquart dient als Korporal im VII. Armeekorps im 106. Infanterieregiment. Er schließt Freundschaft mit dem gebildeten Soldaten Maurice Levasseur, der sich aus nationaler Begeisterung freiwillig gemeldet hat. Der Kaufmann Weiß, der mit Maurices Schwester Hélène verheiratet ist und in Sedan lebt, äußert sich im Lager besorgt über den zu erwartenden Kriegsverlauf, wird jedoch als Feigling angesehen. Kurz darauf trifft die Nachricht von den Niederlagen bei Weißenburg und Wörth ein. Das Nahen starker deutscher Verbände wird gemeldet. Darauf ziehen sich die französischen Truppen nach Belfort zurück. Der Rückzug ist schlecht organisiert. An Brückenübergängen behindern sich verschiedene Truppen gegenseitig. Es kommt zu panischen Szenen, Soldaten werfen Ausrüstungsgegenstände und Waffen fort.
Später wird offenbar, dass die deutschen Truppen zu diesem Zeitpunkt noch weit entfernt sind. Die französischen Truppen ziehen weiter in Richtung auf Paris, dann nach Reims. Jean und Maurice schließen Freundschaft mit dem Kavalleristen Prosper, der bei den Chasseurs d’Afrique dient, und mit dem Artilleristen Honoré. Zunächst im Vormarsch begriffen, dann zurückbeordert, um schließlich in Richtung Metz in Marsch gesetzt zu werden, verliert die Truppe viel Zeit, die der deutsche Gegner zum Anmarsch nutzt, während die französischen Soldaten schon vor den ersten eigentlichen Kampfhandlungen erschöpft, hungrig und demoralisiert sind. Einige Generäle verfügen kaum über geographische Kenntnisse. Karten des Operationsgebiets sind nicht vorhanden, weil in optimistischer Erwartung des Kriegsverlaufs nur Deutschlandkarten ausgegeben wurden.
Die Gegenwart deutscher Kavallerie veranlasst die französische Führung zu der irrigen Annahme, die deutsche Hauptstreitmacht vor sich zu haben. Die französische Armee bereitet sich auf eine Abwehrschlacht vor und verliert damit noch mehr Zeit. Es ist die Aufgabe der deutschen Reiterei, die französische Armee zu beobachten, zu beunruhigen und aufzuhalten. Dieser wird sie gerecht. Die französische Kavallerie wird nicht entsprechend eingesetzt. Die Franktireurs Sambuc, Cabasse und Ducat bringen die Meldung von deutschen Truppenkonzentrationen in den Dieulitewäldern und einem bevorstehenden deutschen Angriff auf Beaumont. General Bourgain-Desfeuilles schenkt dieser Information keinen Glauben. Als der Angriff am Folgetag erfolgt, entscheidet er, dass seine Truppen zu weit entfernt sind, um den Kameraden zu Hilfe zu kommen, und ordnet die Fortsetzung der Flucht an, bei der die Geräusche des Kampfes deutlich zu hören sind, was eine weitere Demoralisierung der Truppe zur Folge hat. Schließlich gerät die Einheit unter deutschen Artilleriebeschuss.
Bei der Überschreitung der Maas kommt es zu Verzögerungen. Die Lebensmittelversorgung ist inzwischen gänzlich zusammengebrochen. Jean, Maurice und Honoré suchen den vor Sedan gelegenen Bauernhof von Honorés Vater Fouchard auf, zu dem dieser ein gespanntes Verhältnis hat. Auf dem Hof lebt die Magd Silvine, die ehemals mit Honoré verlobt war. Diese Verbindung wurde von Fouchard untersagt. Honoré meldete sich daraufhin zum Dienst in der Armee, Silvine bekam ein Kind von dem deutschen Wanderarbeiter Goliath, der, wie sich später herausstellt, als Spion für die Deutschen arbeitet.

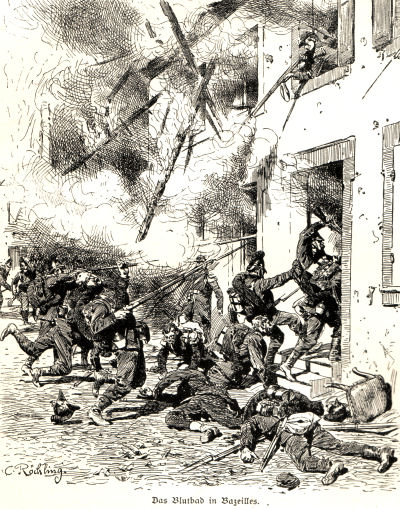
Das Blutbad in Bazeilles

Die Stadt Sedan ist von Truppen überfüllt. Der französische Generalstab setzt den Marsch nicht fort, was nötig gewesen wäre, um der Einkreisung durch die preußischen, bayerischen und sächsischen Truppen zu entkommen. Man unterlässt es, strategisch wichtige Hügel zu besetzen, auf denen die Deutschen am Folgetag ihre Artillerie postieren. Brücken werden nicht gesprengt, was den bayerischen Truppen den Angriff auf den wichtigen Vorort Bazeilles ermöglicht. Die französischen Truppen, die Bazeilles verteidigen, erhalten den Befehl, Bazeilles aufzugeben. Kurz darauf geht die Order ein, Bazeilles unbedingt zurückzuerobern, was inzwischen unmöglich geworden ist. Der Kaufmann Weiß kämpft gemeinsam mit eingeschlossenen französischen Soldaten. Er wird gefangen genommen und unmittelbar darauf exekutiert.

Positionen des 106. Regiments, morgens während der Schlacht bei Sedan am 1. September 1870

Die französische Infanterie liegt stundenlang unter feindlichem Artilleriebeschuss, bevor der Angriffsbefehl gegeben wird. Als die unterstützende Artillerie eintrifft, zeigt sich, dass sie der günstiger positionierten deutschen hoffnungslos unterlegen ist. Die Reichweite ist zu gering, die meisten Granaten detonieren schon in der Luft. Der Artillerist Honoré kommt ums Leben. Die französische Kavallerie unternimmt einen Angriff auf die intakte deutsche Infanterie, der unter großen Verlusten scheitert. Prosper überlebt den Angriff. Im Haus des Fabrikanten Jules Delaherche wird ein Feldlazarett eingerichtet, in dem sich apokalyptische Szenen abspielen. Amputierte Gliedmaßen und Leichen häufen sich im Garten. Der Tuchfabrikant und ehemalige Bonapartist Delaherche macht den Kaiser für die Katastrophe verantwortlich und fürchtet um seine Fabrik. Seine Frau Gilberte erlebt indes ein Liebesabenteuer mit dem Hauptmann Beaudoin. Der Hauptmann wird wenige Stunden nach der Liebesnacht schwer verwundet und stirbt nach Amputation eines Fußes in dem Lazarett. Gilberte Delaherche wendet sich bald darauf einem neuen Liebhaber zu. Die Zitadelle in Sedan hisst die weiße Fahne. Die französische Heeresleitung benötigt viel Zeit, um sich darüber klar zu werden, ob man kapitulieren, den Oberbefehlshaber finden und die Kapitulationsformalitäten einleiten soll.

Positionen des 106. Regiments, nachmittags während der Schlacht bei Sedan am 1. September 1870

Schließlich begibt sich Napoleon III. in Gefangenschaft und verhandelt mit Otto von Bismarck. Die gesamte französische Armee begibt sich in Gefangenschaft und wird auf der Halbinsel Iges interniert. Hier herrschen katastrophale Zustände. Die meisten Soldaten müssen im Freien kampieren. Die Versorgung mit Lebensmitteln ist zu gering, und die Lieferungen werden oft unkontrolliert von den der Brücke zunächst lagernden Soldaten geplündert. Silvine und Prosper holen den Leichnam Honorés vom Schlachtfeld, um ihn zu bestatten.
Auf einem Gefangenentransport nach Deutschland gelingt Jean und Maurice die Flucht. Jean wird an einer Straßensperre verwundet. Fouchard verkauft verdorbenes Fleisch an die Deutschen. Jean und Maurice begeben sich zu Fouchards Bauernhof. Goliath will Silvine zu einem Rendezvous zwingen. Sambuc, Cabasse und Ducat töten ihn. Maurice geht nach Paris und schließt sich der Kommune an. Auch Jean geht nach Paris und tritt in die Armee der Republik ein. Bei der Niederschlagung der Kommune verwundet Jean Maurice tödlich. Während Paris brennt, bringt Jean Maurice in dessen Wohnung. Bald darauf trifft Hélène ein. Maurice stirbt. Sein Tod trennt Jean und Hélène für immer.